# Manon van Rooijen
Manon van Rooijen (Leerdam, 3 juli 1982) is een topzwemster uit Nederland. Ze is gespecialiseerd in de estafette. Zo won ze met de Nederlandse estafetteploeg een zilveren medaille op de 4x100 meter vrije slag bij de Olympische Spelen in Sydney (2000). 
Van Rooijen begon met zwemmen bij Z.C.'90 in Culemborg, Gelderland. In 1997 verliet zij deze zwemvereniging om haar loopbaan via clubs in Nieuwegein (Aquarijn) en Amersfoort voort te zetten. In januari 2001 vertrok Van Rooijen naar de Verenigde Staten om daar een studie onderwaterbiologie op te pakken aan de Universiteit van Miami, omdat deze studie niet wordt aangeboden in Nederland en omdat in de Verenigde Staten studie makkelijker met topsport te combineren is dan in Nederland.
Na een verblijf van drie jaar in de Verenigde Staten en het behalen van haar bachelor in onderwaterbiologie  sloot Van Rooijen zich in januari 2004 aan bij Topzwemmen West-Nederland, waar zij getraind wordt door Dick Bergsma. In 2006 besloot zij, na haar deelname aan de Europese Kampioenschappen in Boedapest, zich aan te sluiten bij TopZwemmen Amsterdam, waar zij getraind wordt door Martin Truijens.
Op de Olympische Spelen van 2008 in Peking vertegenwoordigde ze Nederland op de 4 x 100 vrije slag, 4 x 200 vrije slag en de 4 x 100 wisselslag. De vrouwenestafetteploeg won goud op de 4 x 100 m vrije slag. In de finale zwommen Marleen Veldhuis, Femke Heemskerk, Inge Dekker en Ranomi Kromowidjojo. De reserves Manon van Rooijen en Hinkelien Schreuder, die in de series zwommen, deelden eveneens mee in de gouden vreugde.

## Titels
- Nederlands kampioene 100 m vrije slag - 2001

## Persoonlijke records
| Onderdeel        | Tijd 25 m bad | Tijd 50 m bad |
| ---------------- | ------------- | ------------- |
| 50 m vrije slag  | 25,78 s       | –             |
| 100 m vrije slag | 55,08 s       | 55,07 s       |
| 200 m vrije slag | 1.59,15       | 2.00,28       |
| 400 m vrije slag | 4.29,37       | –             |
| 200 m wisselslag | –             | 2.22,55       |

## Palmares
- EJK 1998 Antwerpen
  - 14e 200 vrij 2.07.30 B6 (serie 2.06.06)
  - 4e 4x100 vrij 0.58.41 startzwemster (serie: 0.57.68)
  - 4e 4x200 vrij 2.05.15 tweede zwemster
  - 7e 4x100 wissel 0.58.14 slotzwemster (serie 0.58.05)
- EK 1999 Istanboel
  - 4e 4x100 vrij 0.56.90
  - startzwemster (serie 0.56.21 vierde zwemster)
  - 4e  4x100 wissel 0.55.96 slotzwemster
- EK 2000 Helsinki
  - 17e 100 vrij 0.57.48
  - 24e 200 vrij 2.05.86
  - serie 4x100 vrij 0.57.30 slotzwemster
  - 7e 4x200 vrij 2.06.69 slotzwemster
- OS 2000 Sydney
  -  4x100 vrij 0.56.35 startzwemster (serie 0.56.15)
  - 11e 4x200 vrij 2.01.33 slotzwemster
- WK 2001 Fukuoka
  - 10e 4x100 vrij 0.56.76 startzwemster
  - 12e 4x100 wissel 0.56.02 slotzwemster
- EK 2002 Berlijn
  - 8e 200 vrij 2.02.24 (hf 2.00.28)
  -  4x100 vrij 0.55.83 startzwemster
  - serie 0.55.53 2e zwemster
  - 5e 4x200 vrij 2.00.60 3e zwemster
- WK 2003 Barcelona
  - 4e 4x100 vrij 0.56.28 startzwemster
  - 7e 4x200 vrij 2.01.66 tweede zwemster
  - serie 2.02.83 startzwemster
- EK 2006 Boedapest
  - Time trial 2.03.23
  - 11e 4x200 vrij 2.02.78 derde zwemster
- WK 2007 Melbourne
  - 8e 4x200 vrij 2.02.63 tweede zwemster (serie 2.02.17 startzwemster)
- EK 2008 Eindhoven
  - 11e 200 vrij 2.01.00 serie
  - serie 4x200 vrij 2.00.54 derde zwemster
  - time trial 100 vrij 55.07
- OS 2008 Beijing
  -  4x100 vrij 54.31 slotzwemster (series)
  - 11e 4x200 vrij 1.59.31 slotzwemster